# The Trap (film 1913 August)
The Trap è un cortometraggio muto del 1913 diretto da Edwin August.

## Trama
Lon non riesce a soddisfare il desiderio di una vita lussuosa di Jane, la sua fidanzata, una ragazza superficiale e avida di vita.

## Produzione
Il film fu prodotto dalla Powers Picture Plays. Universal production numero 0157.

## Distribuzione
Distribuito dall'Universal Film Manufacturing Company, il film - un cortometraggio in una bobina - uscì nelle sale il 3 ottobre 1913. Non si conoscono copie della pellicola ancora esistenti e si presume che il film sia andato perduto.